# Paola (Italië)
Paola is een gemeente in de Italiaanse provincie Cosenza (regio Calabrië) en telt 15.715 inwoners (31-12-2017). De oppervlakte bedraagt 42,5 km², de bevolkingsdichtheid is 366 inwoners per km².

## Demografie
Paola telt ongeveer 5812 huishoudens. Het aantal inwoners steeg in de periode 1991-2001 met 0,6% volgens cijfers uit de tienjaarlijkse volkstellingen van ISTAT.
| Jaar | Inwoneraantal |
| ---- | ------------- |
| 1991 | 17.093        |
| 2001 | 17.195        |
| 2017 | 15.716        |

## Geografie
De gemeente ligt op ongeveer 94 m boven zeeniveau.
Paola grenst aan de volgende gemeenten: Fuscaldo, Montalto Uffugo, San Fili, San Lucido.

## Geboren in Paola
- Franciscus van Paola (1416-1507), broeder en stichter van de Orde der Miniemen (OM)